# Jan de Groot (acteur)
Jan de Groot (Amsterdam, 5 februari 1948) is een Nederlands acteur en toneelschrijver.
De Groot heeft zijn opleiding genoten aan de hogeschool voor de Kunsten in Arnhem. Van 1972 tot 1978 speelde hij diverse rollen bij Toneelgroep Theater, onder meer in stukken van Bertolt Brecht, F. Scott Fitzgerald, Odon von Horvath, Willam Shakespeare, Molière en Garcia Lorca.
Na een periode werkzaam te zijn geweest in Engeland speelde hij nog bij Genesius , Diskus en Amai en legde zich daarna vooral toe op het schrijven van stukken voor onder andere het Jeugdtheater. Voor de musical "Alleen op de wereld" schreef hij het libretto.
In 1997 had een gastrol in Kees & Co. Hierin vertolkte hij de rol van een cateringmanager.

## Filmografie
- Villa Borghese (1991)
- Goede tijden, slechte tijden - Ron Huting (1992)
- Goede tijden, slechte tijden - Henry (1992-1993)
- In De Vlaamsche Pot - Ruud (1993)
- Oppassen!!! - Chef modezaak (1994)
- Wat schuift 't - Ober (1995)
- Goudkust - Koper schilderij (1997)
- Kees & Co - Cateringmanager (1997)
- Goede tijden, slechte tijden - Pim Verkerk (1998)
- Westenwind - Arts (1999)
- Westenwind - Meneer Staal (1999)
- Het Zonnetje in Huis - Autoverkoper (2000)
- SamSam - Priester (2002)
- Onderweg naar Morgen - Albert Hofman (2006-2007)
- Na dobre i na złe - Nederlandse man (2008)

- International Standard Name Identifier: 0000 0003 8747 6695
- Nederlandse Thesaurus van Auteursnamen: 07516499X
- Virtual International Authority File: 280389359
- WorldCat: E39PBJm98Htp8xW6kB8YFjfcyd